# 松本恵子
松本 恵子（まつもと けいこ、1891年1月8日 - 1976年11月7日）は、日本の翻訳家・推理作家・エッセイスト。
『中野圭介』の筆名でもミステリを発表している。
父は北海道庁初代水産課長の伊藤一隆。推理作家・翻訳家松本泰の妻。タレントの中川翔子は曾姪孫（姉の曾孫）にあたる。

## 来歴
現在の北海道函館市（一部文献では札幌市）に生まれ、東京、直江津（現在の新潟県上越市）で育つ。直江津への移住は、父・伊藤一隆が、当時直江津で石油事業を手がけていたエドウィン・ダンの招聘を受諾して、一家で移り住んだためである。青山女学院英文専門科を卒業。ロンドンに日本語の家庭教師として赴任し、松本泰（本名は松本泰三）と知り合い、1918年結婚。翌1919年に帰国し、夫婦で東京・谷戸で貸家業を始め、傍ら夫が刊行した『秘密探偵雑誌』に翻訳や小説を発表。1928年には、同棲中だった小林秀雄と長谷川泰子の大家でもあった。この家の向かいに田河水泡が住んでいたことから、妹の小林潤子との仲を取り持ち、夫婦で二人の仲人を務めた。1939年に夫と死別後中国に渡り、北京でキリスト教婦人団体施設『愛隣館』の事業を助ける。終戦後帰国し、横浜で翻訳に従事。また、一時桜美林大学でも教鞭を取った。
『若草物語』など数多くの児童文学や、アガサ・クリスティなどの英米ミステリの翻訳書がある。1974年、第16回日本児童文芸家協会児童文化功労賞を受賞。1976年11月7日死去。墓所は青山霊園にある。

## 創作活動
結婚前から、伊藤恵子名義で『開拓者』や『六合雑誌』などのキリスト教主義雑誌に「咲子」（『六合雑誌』1915年2月号）などの小説や翻訳を発表しており、ロンドン時代に『三田文学』に創作「ロンドンの一隅で」（高野恵名義）を寄稿。
帰国後、同誌に「故国を離れて」「泣きおどり」、研究評論「ダンテ・ガブリエル・ロゼチ」などを寄稿している。
夫の主催する『秘密探偵雑誌』の第1巻第4号（1923年8月号）に、中野圭介名義で初の創作探偵小説『皮剥獄門』を発表、日本の女性探偵小説家の草分けの一人となる。中野圭介名義で発表された探偵小説の創作には、このほか『真珠の首飾り』（『探偵文芸』第1巻第2号=1925年4月号）、『白い手』（同誌第1巻第3号=同年5月号）、『万年筆の由来』（同誌第1巻第9号=同年11月号）があり、その後は松本恵子名義で『手』（『サンデー毎日』第6年第2号=1927年1月2日号）などを発表している。また、長谷川時雨の主催した『女人芸術』にも参加し、創作や随筆、翻訳を発表したほか、座談会にも出席している。

## 作品

### 翻訳
- 『四人姉妹』(上・下)（ルイーザ・メイ・オルコット、新潮社、新潮文庫）原著1868
新潮文庫 1939、改版 1951、新版 1986
『四人姉妹』(上・下)（大泉書店）1948
『若草ものがたり』（主婦之友社、少年少女名作家庭文庫01）1950
『若草物語』（ダヴィッド社）1958
『若草物語』（ポプラ社、アイドル・ブックス41）1966
- 『王子と乞食』（マーク・トウェイン、新潮社、新潮文庫）原著1881
- 『アクロイド殺し』（アガサ・クリスティ、平凡社、世界探偵小説全集）原著1929
『アクロイド殺し』（雄鶏社、雄鶏みすてりーず）1950
『アクロイド殺し』（早川書房、Hayakawa Pocket Mystery）1955
『アクロイド殺し』（角川書店、角川文庫）1957
- 『ジェニイ・ブライス事件』（The Case of Jennie Brice、メアリ・ロバーツ・ラインハート、春陽堂、探偵小説全集16）1930
- 『ヂッケンス物語全集』（中央公論社）：翻案。夫・松本泰との合作

1. 漂泊の孤兒（Oliver Twist、オリバー・ツイスト）1936
2. 北溟館物語（Bleak House、荒涼館）1936
3. 謎の恩惠者（Great Expectation、大いなる遺産）1936
4. 少女瑠璃子（The Old Quriosity Shop、骨董屋）1937
5. 千鶴井家の人々（Martin Chuzzlewit、マーティン・チャズルウィット）1937
6. 二都物語（A Tale of Two Cities、二都物語）1937
7. 開拓者（Nicholas Nickleby、ニコラス・ニクルビー）1937
8. 鐵の扉（Dombey and Son、ドンビー父子）1937
9. 男の一生（David Copperfield、デイヴィッド・コパフィールド）1937
10. 貧富の華（Little Dorrit、リトル・ドリット）1937

- 『小さな石炭が話した石炭のおはなし』（エセル・エリオット、鄰友社）1941
- 『小熊のプー公』（A・A・ミルン、新潮社）1941
『プー公横町の家』（新潮社、新潮文庫）1942
- 『良き妻たち』（Good Wives、オールコット、新潮社、新潮文庫）1943
- 『ノートルダムの鐘つき男』（ヴィクトル・ユーゴー、大日本雄弁会講談社、世界名作物語)　1949
- 『薔薇物語』（An Old Fashioned Girl、ルイーザ・メイ・オルコット、湘南書房）1950
『薔薇物語』（ポプラ社、世界名作物語31）1953
『ばら物語』（ポプラ社、世界の名作11）1968
- 『あしながおじさん』（ジーン・ウェブスター、新潮社、新潮文庫）1954
- 『鉄の門』（The Iron Gate、マーガレット・ミラー、早川書房、ハヤカワポケットミステリ）1954
- 『青列車殺人事件』（アガサ・クリスティ、日本出版共同、異色探偵小説選集10）1954
『青列車殺人事件』（角川書店、角川文庫）1966
- 『小公子』（バーネット夫人、講談社、名作物語文庫4）1955
- 『ベンハー物語』（ルー・ウォーレス、講談社、世界名作全集）1955
- 『紅はこべ物語』（バロネス・オルツィ、講談社、名作物語文庫）1955
- 『クリスティー探偵小説 ポワロ探偵シリーズ』(講談社)

1. 青列車殺人事件（The Mystery of the Blue Train）1955
2. スタイルズ荘の怪事件（The Mysterious Affair at Styles）1955
3. アクロイドを殺したのは誰か?（The Murder of Roger Ackroyd）1956
4. 三幕の殺人事件（Three Act Tragedy）1956
5. E男爵の死（Lord Edgware Dies）1956
6. オリエント・エキスプレス（Murder on the Orient Express）1956
7. ABC殺人事件（The ABC Murders）1956
8. みさき荘の秘密（Peril at End House）1956
9. 雲の中の殺人（Death in the Clouds）1956
10. ゴルフ場の殺人事件（The Murder on the Links）1956
11. ザ・ビッグ・4（The Big Four）1956

- 『シェイクスピア物語』（チャールズ・ラム、新潮社）1957
- 『スージー・ウォンの世界』（リチャード・メイソン、英宝社）1960
- 『探偵少女ジュディー』（The Vanishing Shadow、マーガレット・サットン、講談社、世界少女小説全集）1966
- 『情婦』（アガサ・クリスティ、角川書店、角川小説新書）1958
『情婦』（角川書店、角川文庫）1969
- 『二都物語』（チャールズ・ディケンズ、旺文社）1971
- 『イット』（IT、エリナ･グリーン、奢霸都館、アール・デコ文学双書）1983

### 小説
- 『松本恵子探偵小説選』 （『論創ミステリ叢書』7、論創社、2004年5月） ISBN 4-8460-0419-8
「皮剥獄門」
「真珠の首飾」
「白い手」
「万年筆の由来」
「手」
「無生物がものを云ふ時」
「赤い帽子」
「子供の日記」
「雨」
「黒い靴」
「ユダの嘆き」
「節約狂」
「盗賊の後嗣」
「拭はれざるナイフ」
「懐中物御用心」
- 『紙芝居　もずのくつやさん』 （1965年）

### 随筆
- 『猫』（1962年）